# Acer macrophyllum
Acer macrophyllum é uma espécie de árvore do gênero Acer, pertencente à família Aceraceae.